# Bombardamenti di Damasco e di Homs
I bombardamenti di Damasco e Homs sono stati una serie di attacchi aerei guidati da Donald Trump, 45º presidente degli Stati Uniti, con la collaborazione militare del presidente francese Emmanuel Macron e del primo ministro Theresa May del Regno Unito, contro la Repubblica araba siriana senza l'approvazione del Consiglio di sicurezza delle Nazioni Unite. Gli attacchi sono stati effettuati il 14 aprile 2018, motivati dal presunto attacco chimico di Duma: i paesi occidentali accusano il governo del presidente Bashar al-Ásad e la coalizione RSII.
Dal punto di vista degli Stati Uniti, l'attacco si è sviluppato a causa dell'incapacità della Russia di fermare l'uso di armi chimiche da parte del governo siriano.
Tre siti sono stati attaccati: un centro di ricerca a Damasco, un supposto deposito di armi chimiche vicino a Homs, un deposito di attrezzature e un posto di comando vicino a Homs. Il ministero della difesa del Regno Unito ha riferito che 4 RAF sono stati schierati per attaccare i sospetti siti di armi chimiche a Homs, in Siria.